# Miyama
Miyama (jap. みやま市 Miyama-shi) – miasto w Japonii, w prefekturze Fukuoka, na wyspie Kiusiu.

## Historia
Miasto Miyama powstało 29 stycznia 2007 roku w wyniku połączenia trzech miasteczek Takata (z powiatu Miike), Setaka i Yamakawa (z powiatu Yamato).

## Populacja
Zmiany w populacji terenu miasta w latach 1970–2015:
| Rok  | Populacja |
| ---- | --------- |
| 1970 | 52 868    |
| 1975 | 51 757    |
| 1980 | 51 413    |
| 1985 | 51 609    |
| 1990 | 50 004    |
| 1995 | 47 928    |
| 2000 | 45 708    |
| 2005 | 43 372    |
| 2010 | 40 732    |
| 2015 | 38 139    |